# Director X
 (avril 2022).
Si vous disposez d'ouvrages ou d'articles de référence ou si vous connaissez des sites web de qualité traitant du thème abordé ici, merci de compléter l'article en donnant les références utiles à sa vérifiabilité et en les liant à la section « Notes et références ».
 (avril 2022).
La mise en forme du texte ne suit pas les recommandations de Wikipédia : il faut le « wikifier ».
Les points d'amélioration suivants sont les cas les plus fréquents. Le détail des points à revoir est peut-être précisé sur la page de discussion.
- Les titres sont pré-formatés par le logiciel. Ils ne sont ni en capitales, ni en gras.
- Le texte ne doit pas être écrit en capitales (les noms de famille non plus), ni en gras, ni en italique, ni en « petit »…
- Le gras n'est utilisé que pour surligner le titre de l'article dans l'introduction, une seule fois.
- L'italique est rarement utilisé : mots en langue étrangère, titres d'œuvres, noms de bateaux, etc.
- Les citations ne sont pas en italique mais en corps de texte normal. Elles sont entourées par des guillemets français : « et ».
- Les listes à puces sont à éviter, des paragraphes rédigés étant largement préférés. Les tableaux sont à réserver à la présentation de données structurées (résultats, etc.).
- Les appels de note de bas de page (petits chiffres en exposant, introduits par l'outil «  Source ») sont à placer entre la fin de phrase et le point final[comme ça].
- Les liens internes (vers d'autres articles de Wikipédia) sont à choisir avec parcimonie. Créez des liens vers des articles approfondissant le sujet. Les termes génériques sans rapport avec le sujet sont à éviter, ainsi que les répétitions de liens vers un même terme.
- Les liens externes sont à placer uniquement dans une section « Liens externes », à la fin de l'article. Ces liens sont à choisir avec parcimonie suivant les règles définies. Si un lien sert de source à l'article, son insertion dans le texte est à faire par les notes de bas de page.
- La présentation des références doit suivre les conventions bibliographiques. Il est recommandé d'utiliser les modèles {{Ouvrage}}, {{Chapitre}}, {{Article}}, {{Lien web}} et/ou {{Bibliographie}}. Le mode d'édition visuel peut mettre en forme automatiquement les références.
- Insérer une infobox (cadre d'informations à droite) n'est pas obligatoire pour parachever la mise en page.

Pour une aide détaillée, merci de consulter Aide:Wikification.
Si vous pensez que ces points ont été résolus, vous pouvez retirer ce bandeau et améliorer la mise en forme d'un autre article.
Director X est le pseudonyme de Julian Christian Lutz, réalisateur de clips canadien. Il est né en 1975 à Brampton en Ontario.
Il a notamment réalisé le clip Yeah! de Usher, Promiscuous de Nelly Furtado ou encore la première version du clip Work de Rihanna.

## Filmographie

### Clips musicaux
- Hotline Bling - Drake
- All In My Head (Flex) - Fifth Harmony feat. Fetty Wap
- Ante Up - M.O.P.
- As If - Blaque
- Bad Boy - Keshia Chante
- Banned From TV. - Noreaga
- Been Gone - Keshia Chante
- Belly Dancer - Kardinal Offishall feat. Pharrell Williams
- Better Than Me - Terry Dexter
- BK Anthem - Foxy Brown
- Black Magic - Little Mix
- Black Widow - Iggy Azalea ft. Rita Ora
- Bootylicious (remix) - Destiny's Child
- Bout Your Love - Glenn Lewis & 2 Rude
- Boyfriend - Justin Bieber
- Broke Willies - Onyx
- Burn - Usher
- Can't Deny It - Fabolous feat. Nate Dogg
- Caught Up - Usher
- Check Your Coat - O'Neal Mcknight feat. Greg Nice
- Cherchez La Ghost - Ghostface Killah
- Clarity - John Mayer
- Come Back In One Piece - Aaliyah feat. DMX
- Coming Undone - Korn
- Con Altura - Rosalía, J Balvin feat. El Guincho
- Concentrate - Xzibit
- Cop That Sh** - Timbaland & Magoo feat. Missy Elliott
- Crazy World - Ghetto Concept
- Danger (Been So Long) - Mystikal
- Does He Love Me - Keshia Chante
- Don't You Forget It (unreleased vers.) - Glenn Lewis
- Dude (remix) - Beenie Man feat. Shawna & Ms. Thing
- E.I. - Nelly
- Everyday - Angie Stone
- Excuse Me Miss - Jay-Z
- Fiesta (remix) - R. Kelly feat. Jay-Z
- Flap Your Wings - Nelly
- Freak Of The Week - Marvelous 3
- G's Iz G's - Tash feat. Snoop Dogg, Xzibit, Kurupt
- Gangsta Lovin' - Eve feat. Alicia Keys
- Georgy Porgy - Eric Benet feat. Faith Evans
- Get Away - Christina Milian feat. Ja Rule
- Get Busy - Sean Paul
- Get It On Tonight - Montell Jordan
- Get Wit Me - 3rd Storee feat. Joe Budden
- Ghetto - Akon
- Gimme The Light - Sean Paul
- Girls - Beenie Man featuring Akon
- Girls Dem Sugar - Beenie Man feat. Mýa
- Gotta Get Thru This - Daniel Bedingfield
- Hair - Little Mix
- Happily Ever After - Case
- Happy People - R. Kelly
- Hey Luv - Mobb Deep feat. 112
- HYFR - Drake feat. Lil Wayne
- Hot & Wet - 112 feat. Ludacris & P. Diddy
- Hot In Herre - Nelly
- Hotel - Cassidy feat. R. Kelly
- How Come You Don't Call Me - Alicia Keys
- How You Want That - Loon feat. Kelis
- Hypothetically - Lyfe feat. Fantasia
- I Care 4 U - Aaliyah
- I Dare You - Black Rob feat. Harve Pierre
- I Love You - Dru Hill
- I Need A Man - Foxy Brown
- I Try - Harpoon Missile
- If I Could - Joe
- If I Were A Planet - Black Katt
- I'll Be Dat - Redman
- I'm Hot - Eric Sermon
- I'm Still In Love - Sean Paul feat. Sasha
- It's A Fact - Sparkle
- It's Alright - Jay-Z & Memphis Bleek
- It's Over Now - Deborah Cox
- It's Over Now (remix) - Deborah Cox
- It's Your Move - Ram-Z
- Karma - Lloyd Banks
- Killa - Cherish
- Knock Yourself Out - Jadakiss
- Krazy World - Ghetto Concept
- Ladies Man - Changing Faces
- LA FAMA - Rosalía ft The Weeknd
- Last Nite - Mavado
- Lead The Way-Ramon & OTSC
- Let Me Love You - Mario
- Let's Get It - G Dep feat. Puff Daddy & Black Rob
- Let's Ride - Choclair
- Let's Ride - The Game
- Life Is Good - Future ft. Drake
- LIKE I WOULD - Zayn
- Little Me - Little Mix
- Manos Al Aire - Nelly Furtado
- Màs - Nelly Furtado
- Ma, I Don't Love Her - The Clipse feat. Faith Evans
- Me & U - Cassie (Unreleased)
- Melbosha - Harpoon Missile
- More and More - Joe
- Movin' Out - Mya feat. Noreaga
- Neck Uv Da Woods - Mystikal feat. Outkast
- No Letting Go - Wayne Wonder
- No No No - Jae Millz
- No Sex (In The Champagne Room) - Chris Rock feat. Gerald Levert
- Northern Touch - The Rascalz feat. Checkmate, Choclair, etc.
- Not For All The Love In The World - The Thrills
- Ol' Time Illin'/Maxine - Kardinal Offishall
- One Love - Cormega
- One Wish - Ray J
- Peaches & Cream - 112
- Red Light - Usher
- Pimpin' All Over The World - Ludacris feat. Bobby Valentino
- Play - David Banner
- Playa's Only - R. Kelly feat. The Game
- Pon De Replay - Rihanna
- Pop - Melanie Durrant
- Poppin' Them Thangs - G-Unit
- Promiscuous - Nelly Furtado feat. Timbaland
- Puush It Up - JDiggz
- Pussycat - Wyclef
- Pussycat (remix) - Wyclef feat. Loon & Busta Rhymes
- Put Me Down - Donell Jones
- Right Here (Departed) - Brandy
- React - Onyx
- Remember Them Days - Beanie Sigel feat. Eve
- Richter Scale - EPMD
- Rock The Party - Benzino feat. Mario Winans
- Round Up - Lady May feat. Blu Cantrell
- Same Girl - R. Kelly feat. Usher
- Say Wut Say Wut - Lord Have Mercy
- Seduction - Usher
- Settle Down - Rico Love
- Shake That Ass - Mystikal
- Sittin' Home - Total
- Slow Wind - R. Kelly
- Smoking Cigarettes/Boogie 2nite - Tweet
- Snake (Remix) - R. Kelly feat. Big Tigger & Cam'ron
- Snoop Dogg / What's My Name pt.2 - Snoop Dogg
- Step In The Name Of Love (remix) - R. Kelly
- Stick To Your Vision - Maestro
- Take Your Hand - Usher
- Take Your Time - Kompozur
- Temperature - Sean Paul
- The Blast - Talib Kweli & Hi-Tek f. Vinia Mojica
- The Color of Love - Boyz II Men
- The Party - Tracey Lee feat. Busta Rhymes
- The New Workout Plan - Kanye West (coréalisé avec Kanye West)
- There It Is - Ginuwine
- Think Of You - Case
- This Luv - Donnell Jones
- Thoia Thoing - R. Kelly
- Thong Song (remix) - Sisqo feat. Foxy Brown
- Tilt Ya Head Back - Nelly & Christina Aguilera
- Tit 4 Tat - Fabolous
- Tommy's Theme - The Lox
- Tonight - Denosh
- Too Old For Me - Jerome
- Too Old For Me (remix) - Jerome
- Touch - Little mix
- Trailer Fabulous - Brooks Buford
- Trick Me - Kelis
- Turn Me On - Kevin Lyttle
- U and Dat - E-40 feat. T-Pain & Kandi Girl
- U Can Do It - Ice Cube feat. Mack 10 & Miss Toi
- U Don't Have To Call - Usher
- U Got It Bad - Usher
- U Saved Me - R. Kelly
- U-Turn - Usher
- Until We Rich - Ice Cube & Krayzie Bone
- Wait (The Whisper Song) - Ying Yang Twins
- We Can't Be Friends - Deborah Cox & R.L.
- What Is It- Baby Bash Feat. Sean Kingston
- What It Takes - Choclair feat. Jully Black
- What U Want - The Roots feat. Jaguar
- What's My Name? - DMX
- What's Your Flava? - Craig David
- When You're Mad - Ne-Yo
- Where I'm Going - Melanie Durrant feat. Common
- Where I Wanna Be - Donell Jones
- Wild 2night - Shaggy feat. Olivia
- Wonder Woman - Trey Songz
- Work (1re version du clip) - Rihanna feat. Drake
- Work from Home - Fifth Harmony feat Ty Dolla $ign
- Workout Plan - Kanye West
- Worst Behavior - Drake
- Y.B.E. - Prodigy of Mobb Deep feat. B.G.
- Yeah! - Usher feat. Ludacris & Lil' Jon
- You and Me - LL Cool J feat. Kelly Price
- Young'n (Holla Back) - Fabolous

### Longs métrages, téléfilms et séries TV
- 2015 : Across the Line
- 2016 : Center Stage: On Pointe (TV)
- 2018 : Superfly
- 2020 : October Faction (TV, épisode pilote)

## Livres
- Henry Keazor, Thorsten Wübbena: Video Thrills The Radio Star. Musikvideos: Geschichte, Themen, Analysen. Bielefeld 2005, p. 111ss.